# حاجي سيد أحمد شاه
حاجي بابا سيد أحمد شاه كان مهاجرًا عربيًّا من شبه الجزيرة العربية إلى جنوب آسيا في فترة ما في القرن الخامس عشر أو السادس عشر للدعوة للإسلام واستقر لاحقًا في منطقة خيبر بختونخوا.[بحاجة لشرح]. أحفاده الذين هم من البشتون يعرفون باسم حاجي خيل سيدان (سيد) (حاجي خيل) أو ميانجان. اندمجوا في القبائل البشتونية الأخرى التي يعيش معظمها في منطقة دير العليا [الإنجليزية]
 وبعضهم هاجر إلى مناطق أخرى من خيبر بختونخوا. يقع قبره في غانديغار [الإنجليزية]
، في منطقة دير العليا [الإنجليزية]
.